# Краная
Крана́я (др.-греч. Κρανάη) — персонаж древнегреческой мифологии, дочь афинского царя Краная и Педиады.
Кранаей (по имени Краная) называли Афины. Так же назывался остров у берегов Аттики, позже получивший название Елена.